# 音色、空間、運動

音色、空間、運動（おんしょく、くうかん、うんどう，フランス語: Timbres, espace, mouvement）は、アンリ・デュティユーが1978年に作曲した管弦楽曲。フィンセント・ファン・ゴッホの絵画に倣って「星月夜（ほしづきよ，フランス語: La Nuit Etoilée）」という副題も付けられており、「絵が生み出している天空が渦巻くような印象」を音楽に写し取ろうとした作品である。従って、絵画に着想を得た一種の交響詩と看做し得る。

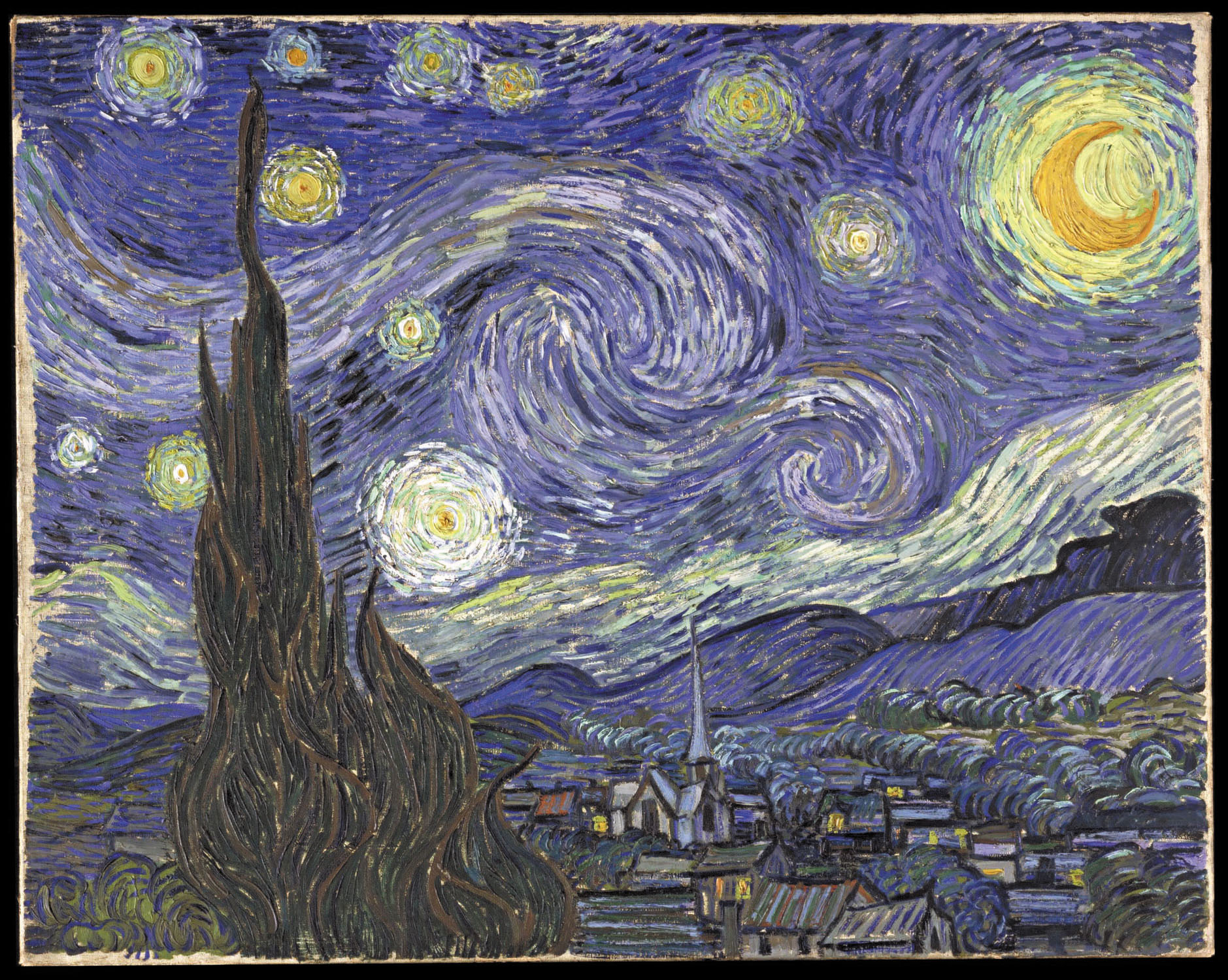
《音色、空間、運動》に霊感を与えたゴッホの「星月夜」

ムスティスラフ・ロストロポーヴィチの依嘱に応じて作曲され、1978年11月7日にワシントンD.C.において、ロストロポーヴィチの指揮とナショナル交響楽団の演奏で初演された。ただし、作品はシャルル・ミュンシュの追想に捧げられている。初版では2つの楽章から構成されていたが、1991年に改訂された際に、チェロのみで演奏される間奏曲が追加された。全曲の演奏には約15分を要する。
大規模なオーケストラのために作曲されており、16の木管楽器奏者（フルート4、オーボエ4、クラリネット4、バスーン4）と11の金管楽器奏者（ホルン4、トランペット3、トロンボーン3、チューバ1）、12人のチェロ奏者、10人のコントラバス奏者に加えて、打楽器群とティンパニー、ハープ、チェレスタが用いられている。興味深いことに、ヴァイオリンとヴィオラは使われておらず、これらの不参加は、絵の下半分の（相対的に）うつろで静止した印象を写し取ろうとしてのものだった。反面、木管楽器と打楽器の活躍がとりわけ顕著である。これらのソロ楽句は、雲の動きや、星空と月の輝きとを表している。天空（空間）は、珍しい位置に配置されたチェロによって表現される（一群のチェロ奏者は、手前側、指揮台の周りを半回転するように陣取っている）。動き（運動）は、静的なエピソードと掻き回すようなソロ楽句との交代によって象徴される。

## 参考書籍・外部リンク
- Henri Dutilleux:  His Life and Works,  Caroline Potter ISBN 1859283306
- Henri Dutilleux:Timbres, espace, mouvement on max-texier.ircam.fr
- Dutilleux, Henri at The Living Composers Project Contains information on orchestral composition

## 註
1. ↑  French,"effet de tournoiement quasi cosmique qui s'en dégage" - Dutilleux.